# シコルナヤ電停
シコルナヤ電停 (シコルナヤでんてい、ロシア語:Школьная) は、ロシア沿海地方ウラジオストクにある、ウラジオストク市電6系統の電停。

## 駅構造
相対式ホーム2面2線の地上駅。

## 駅周辺
- オブヤスネニヤ川
- ナ・シュコリノイ（На Школьной） - ショッピングセンター
- 41番中等学校

## 歴史
1960年代に開業。詳細の開業日は不明。

## 隣の駅
ウラジオストク市電
6系統
スタディオン電停 - シコルナヤ電停 - クルブナヤ電停